# Franz Gerstner (Politiker)
Franz Xaver Gerstner (* 2. Mai 1816 in Kuttenplan; † 10. Oktober 1855 in Linz) war ein deutscher Jurist und Mitglied der Frankfurter Nationalversammlung.

## Leben
Franz Gerstner wurde als Sohn eines Schneiders im böhmischen Kuttenplan geboren.
In Prag studierte er von 1838 bis 1841 Jura und wurde dort auch promoviert. Danach war er als Advokat in Prag tätig.
Vom 27. Juni 1848 bis zum 15. Dezember 1848 war er für den Wahlkreis Böhmen (Kreis Pilsen, Plan) Abgeordneter im Frankfurter Paulskirchenparlament. Er war fraktionslos, stimmte aber mit dem Linken Zentrum. Sein Nachfolger war Carl Zimmer.